# متاپلازی روده‌ای
متاپلازی روده‌ای (به انگلیسی: Intestinal metaplasia)
تبدیل (متاپلازی) بافت پوششیِ (معمولاً معده یا مری) به نوعی بافت پوششی است که شبیه بافت روده است. در مری، به این تغییر بافت مری بارت گفته می‌شود. التهاب مزمن ناشی از عفونت هلیکوباکتر پیلوری در معده و بازگشت اسید به مری (GERD) در مری به عنوان محرک‌های اصلی متاپلازی و به دنبال آن تشکیل آدنوکارسینوم، دیده می‌شود. در ابتدا، بافت پوششی تبدیل شده به بافت روده‌ای روده باریک شباهت دارد. در مراحل بعدی این به پوشش روده بزرگ شبیه است. این بیماری با ظهور جام‌یاخته‌ها و نمود سلول‌سازهای اصلی مانند فاکتور رونویسی، پروتئین CDX2 مشخص می‌شود.